# Космически човек
В юнгианската теория космическият човек е архетипна фигура, която се появява в митовете за създаването на света в различни митологии. Основно той е описван като помагащ и положителен и често е физическата основа за света, като например след смъртта му части от тялото му стават физически части от Вселената. Също така представя единството на човешкото съществуване или вселената.
Например в китайска легенда Пангу се смята, че е дал физическите характеристики на Земята и когато умира от неговото тяло стават Свещените планини в Китай. Перскийският еквивалент Гайомарт отделя семе, когато умира, от което израства първата човешка двойка.
В някои еврейски легенди Адам е създаден от праха от четирите ъгъла на Земята и когато се наклони главата му е на изток, а краката на запад. В друга легенда, той съдържа душата на всеки, който някога би се родил. В ученията на Кабала най-ранния човек се свързва с Адам Кадмон. В индийската митология Пуруша е подобна фигура, която е смятана за част от индивида, която е безсмъртна.